# Брул (Небраска)
Брул (енгл. Brule) град је у америчкој савезној држави Небраска.

## Демографија
По попису из 2010. године број становника је 326, што је 46 (-12,4%) становника мање него 2000. године.
| Група             | 2000.       | 2010.       |
| Белци             | 339 (91,1%) | 306 (93,9%) |
| Афроамериканци    | 0 (0,0%)    | 1 (0,3%)    |
| Азијати           | 0 (0,0%)    | 0 (0,0%)    |
| Хиспаноамериканци | 27 (7,3%)   | 18 (5,5%)   |
| Укупно            | 372         | 326         |